# Jolán Földes
Jolán Földes (Yolanda Foldes o Yolanda Clarent) (Kenderes, 20 dicembre 1902 – Londra, 12 ottobre 1963) è stata una scrittrice ungherese. Il suo libro più famoso fu Street of the Fishing Cat.

## Biografia
Si laureò a Budapest nel 1921 e si trasferì a Parigi, dove lavorò come impiegata. Nel 1941 emigrò a Londra.

## Opere
- Mária jól érett (1932)
- Ági nem emlékszik semmire (1933)
- Majd a Vica (1935)
- I'm Getting Married (1935)
- Péter nem veszti el a fejét (1937)
- Fej vagy írás (1937)
- Más világrész (1937)